# Sprechendes Kreuz

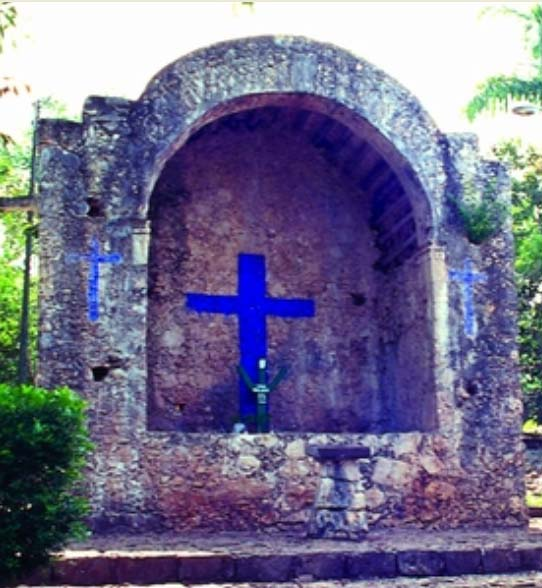
Rekonstruierte Gebetsnische des Sprechenden Kreuzes in Felipe Carrillo Puerto, ehemals Chan Santa Cruz

Das Sprechende Kreuz (spanisch Cruz parlante, Mayathan Chan Santa Cruz) war ein Orakel der aufständischen Maya während des Kastenkriegs von 1847 bis 1901, das den Kern des politischen Zentrums der Maya, Chan Santa Cruz, bildete.
1850, während des Kastenkriegs, fand der Maya-Führer Jose María Barrera in einem unbewohnten Waldgebiet neben einem kleinen Cenote namens Lom Ha’ („gespaltene Quelle“) ein kleines Kreuz, das in einen Baum geschnitten war. Über dieses Kreuz soll Gott zu ihm gesprochen und ihn zur Fortsetzung des Kampfes ermuntert haben, und so entstand hier ein Heiligtum. Manuel Nahuat, ein Gefährte Barreras, gab Gottes Worte als Bauchredner den Maya-Kämpfern weiter. In den folgenden Jahren mussten weiße Kriegsgefangene den Maya-Tempel des Sprechenden Kreuzes (Báalam Nah, „Haus des Jaguars“) bauen, in dem sich eine Gebetsnische mit drei Kreuzen befand. Um den Tempel herum entstand der Ort Chan Santa Cruz.
Der Ritus des Sprechenden Kreuzes stellt eine synkretistische Verschmelzung alter Maya-Religion mit christlicher Symbolik dar. Das Kreuz beinhaltete drei Elemente der alten Maya-Religion: Es wuchs auf den Wurzeln eines Kapokbaums, des heiligen Baums des Lebens (Ya’axche’, Spanisch Ceiba), der aus einer Höhle wuchs (Áaktun, heiliger Ort der Mayas), die sich bei einem Cenote (Ts’ono’ot) befand (Ort der Regengötter Cháak).
Der Hüter des Kreuzes (Nohoch Tàatich, „Großer Herr“) bekam seine Befehle von Gott, indem er das Orakel des Sprechenden Kreuzes befragte. Er war die oberste geistliche und militärische Autorität über die Kruso’ob („Kreuzler“, auch Cruzoob). Es heißt, Gott habe dem Tàatich wiederholt harten Kampf gegen die Weißen befohlen, so dass dieser die Maya-Kämpfer regelmäßig zur Fortführung des Kampfes ermunterte und davon abhielt, Waffenstillstand mit den Weißen zu schließen. Die beiden bekanntesten Tàatich waren Venancio Puc (1858–1864) und Crescencio Poot (1875–1885), gefürchtet bei den Weißen und bewundert von den Maya.
Ein weiteres Sprechendes Kreuz gab es in Tulum (Tulu’um), das von der Maya-Priesterin María Uicab, der so genannten „Königin von Tulum“, gehütet wurde. Darüber hinaus standen Sprechende Kreuze in den Maya-Orten Muyil (in der Nähe der alten Maya-Tempel von Chunyaxche), Xpalma, Chumpón und X-Cacal Guardia (auch Xcacal oder Tixcacal Guardia).
Nach der Eroberung der Stadt Chan Santa Cruz 1901 wurde der Tempel des Sprechenden Kreuzes durch General Ignacio Bravo dem Erdboden gleichgemacht. Die Maya-Priester zogen sich jedoch in die Wälder zurück, und der Kult lebte weiter. Nachdem 1935 die letzten Maya-Kämpfer des Kreuzes (Cruzoob) in einem Friedensvertrag die mexikanische Herrschaft anerkannt hatten, wurde der Kult von der mexikanischen Regierung geduldet. Heute wird er noch in den vier Orten X-Cacal Guardia, Chancah Veracruz, Chumpón und Tulúm gepflegt. Kein Weißer oder sonstiger Fremder wird an das Kreuz gelassen.